# 10619 Ninigi
10619 Ninigi eller 1997 WO13 är en asteroid i huvudbältet som upptäcktes den 27 november 1997 av de båda japanska astronomerna Takeshi Urata och Tetsuo Kagawa vid Gekko-observatoriet. Den är uppkallad efter guden Ninigi-no-mikoto.
Asteroiden har en diameter på ungefär 4 kilometer och den tillhör asteroidgruppen Vesta.